# JR West série 281
La série 281 (281系, 281-kei) est un type de rame automotrice exploitée par la compagnie West Japan Railway Company (JR West) sur les services Haruka.

## Description
Les rames sont composées de 6 caisses (9 rames) ou 3 caisses (3 rames) fabriquées conjointement par Kawasaki Heavy Industries et Kinki Sharyo.

## Histoire
Les premières rames entrent en service commercial le 4 septembre 1994. La série remporte un Good Design Award la même année.

## Affectation
Les rames de la série 281 assurent les services Haruka desservant l'aéroport international du Kansai.

## Galerie photos

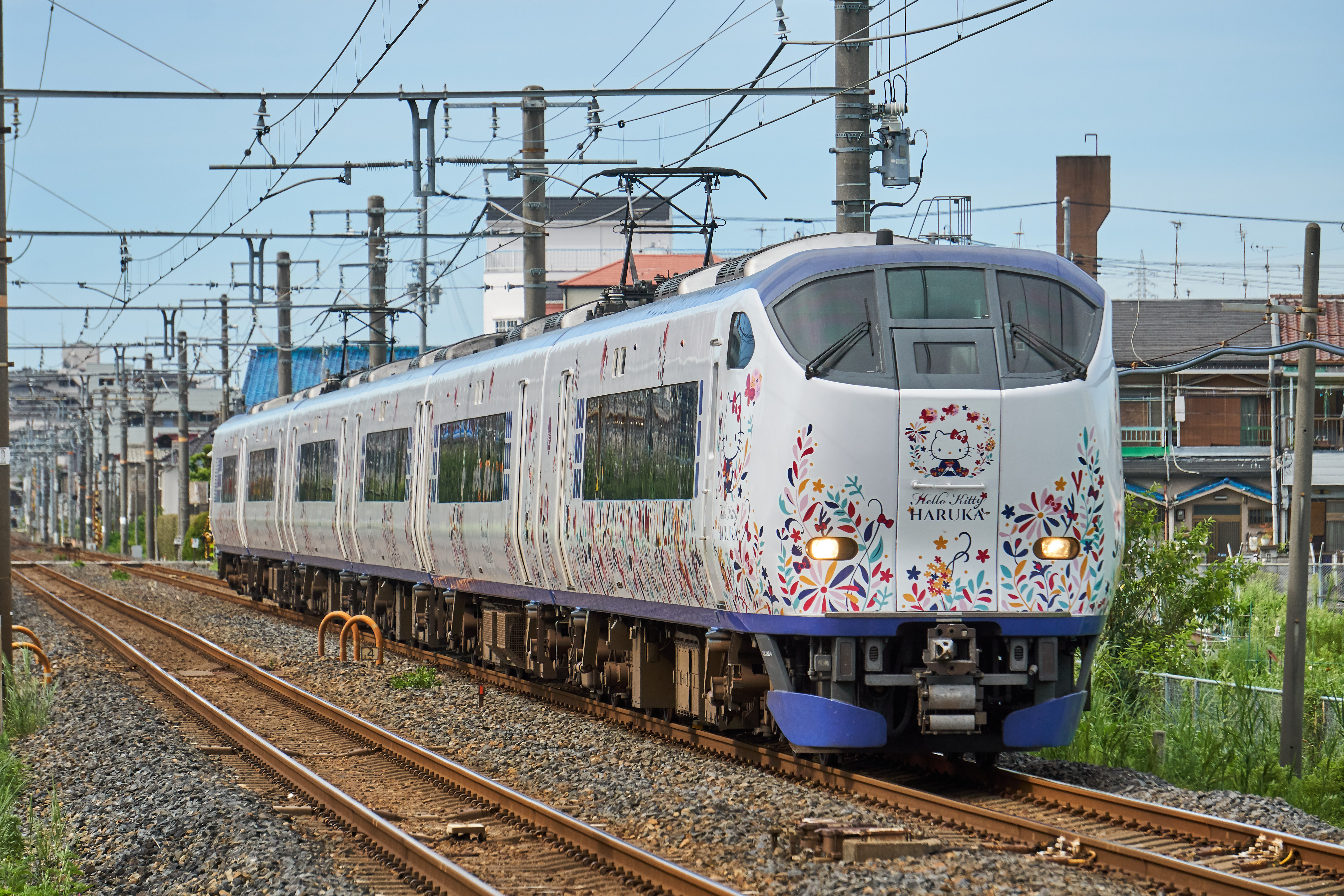
Rame en livrée "Hello Kitty"
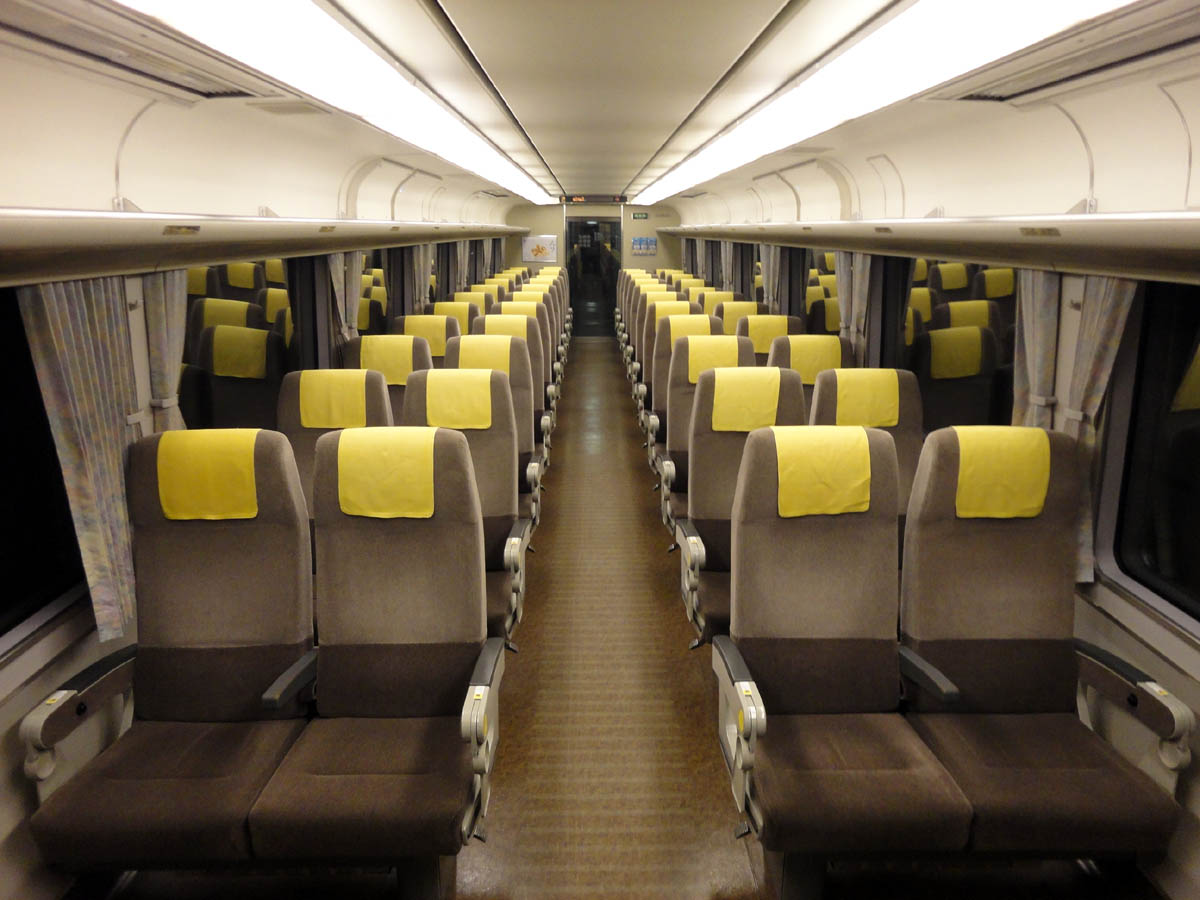
Aménagement intérieur
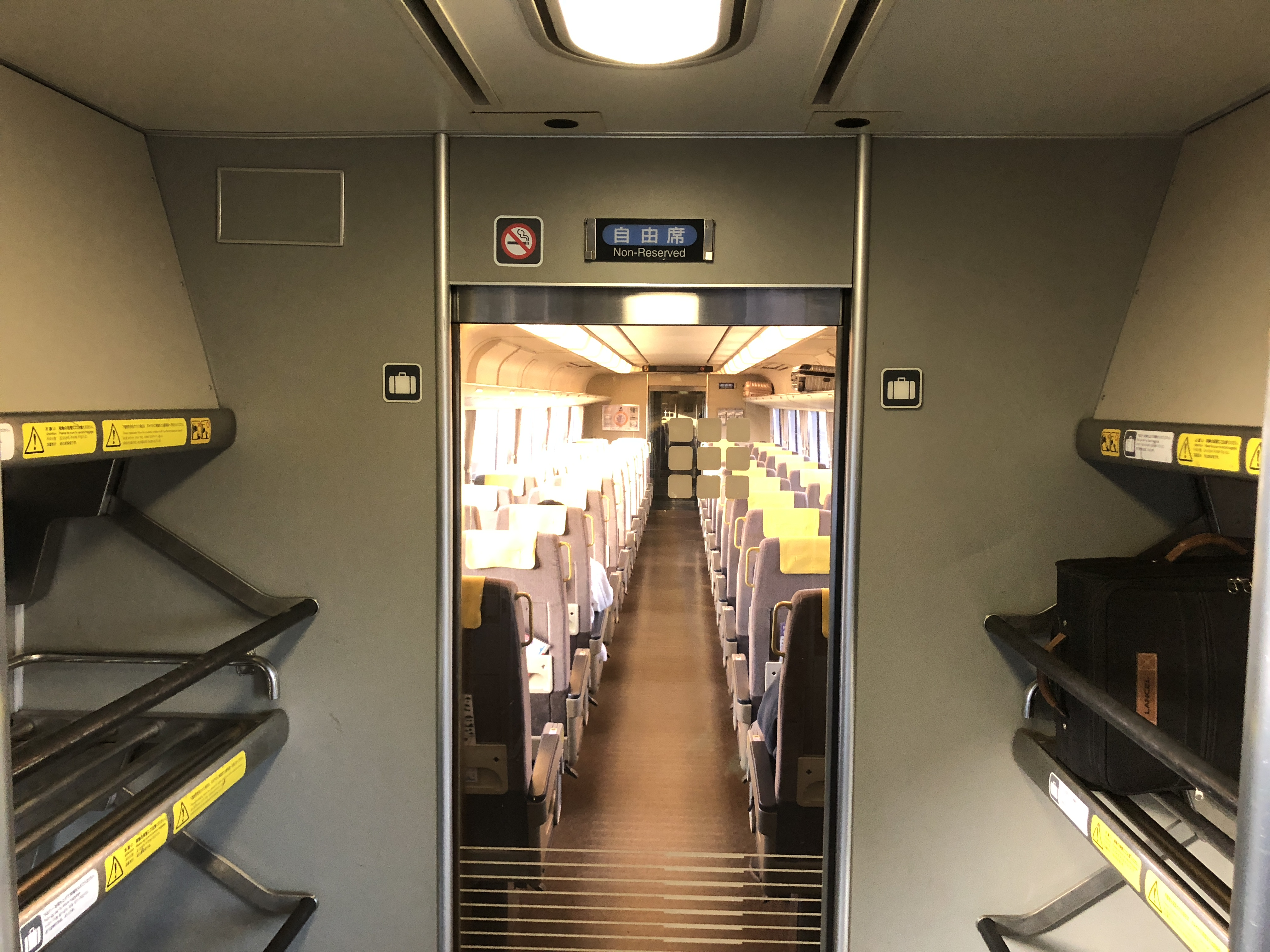
Rangement pour bagages